# MTSAT-1R
O MTSAT-1R, também conhecido por Himawari 6, é um satélite de comunicação, meteorológico e de navegação geoestacionário japonês construído pela Space Systems/Loral (SS/L). Ele é operado pelo Ministério de terras, infraestrutura, transporte e turismo (MLIT) e pela Agência Meteorológica do Japão (JMA). O satélite foi baseado na plataforma LS-1300 e sua expectativa de vida útil é de 10 anos.

## Lançamento
O satélite foi lançado com sucesso ao espaço no dia 26 de fevereiro de 2005, por meio de um veículo H-2A-2022 a partir do Centro Espacial de Tanegashima. Ele tinha uma massa de lançamento de 2900 kg.